# ISO 3166-2:BR

Mapa administrativního dělení státu Brazílie

Kódy ISO 3166-2 pro Brazílii identifikují 26 států a federální distrikt (stav v roce 2015). První část (BR) je mezinárodní kód pro Brazílii, druhá část sestává z dvou písmen identifikujících stát.

## Seznam kódů
| kód   | stát                | hlavní město   |
| ----- | ------------------- | -------------- |
| BR-AC | Acre                | Río Branco     |
| BR-AL | Alagoas             | Maceió         |
| BR-AP | Amapá               | Macapá         |
| BR-AM | Amazonas            | Manaus         |
| BR-BA | Bahía               | Salvador       |
| BR-CE | Ceará               | Fortaleza      |
| BR-ES | Espírito Santo      | Vitória        |
| BR-GO | Goiás               | Goiânia        |
| BR-MA | Maranhão            | São Luís       |
| BR-MT | Mato Grosso         | Cuiabá         |
| BR-MS | Mato Grosso do Sul  | Campo Grand    |
| BR-MG | Minas Gerais        | Belo Horizonte |
| BR-PA | Pará                | Belém          |
| BR-PB | Paraíba             | João Pesso     |
| BR-PR | Paraná              | Curitiba       |
| BR-PE | Pernambuco          | Recife         |
| BR-PI | Piauí               | Teresina       |
| BR-RJ | Rio de Janeiro      | Rio de Janeiro |
| BR-RN | Rio Grande do Norte | Natal          |
| BR-RS | Rio Grande do Sul   | Porto Alegre   |
| BR-RO | Rondônia            | Porto Velho    |
| BR-RR | Roraima             | Boa Vista      |
| BR-SC | Santa Catarina      | Florianópolis  |
| BR-SP | São Paulo           | São Paulo      |
| BR-SE | Sergipe             | Aracaju        |
| BR-TO | Tocantins           | Palmas         |
| BR-DF | Distrito Federal    | Brasília       |